# Dicranomyia pluricomata
Dicranomyia pluricomata är en tvåvingeart som först beskrevs av Alexander 1964.  Dicranomyia pluricomata ingår i släktet Dicranomyia och familjen småharkrankar. Inga underarter finns listade i Catalogue of Life.